# 格里·诺伊格鲍尔
格哈特“格里”·诺伊格鲍尔（1932年9月3日—2014年9月26日），美国天文学家，在红外天文学领域做出了开创性的工作。

## 生平
诺伊格鲍尔出生于德国哥廷根，他是奥地利-美国数学家和科学史学家奥托·诺伊格鲍尔和Grete Bruck的儿子。7岁时，他移民到了美国。1954年，他在康奈尔大学获得了物理学学士学位。1960年，他在加州理工学院获得了物理学博士学位，论文主题是源于氘的正负π介子的光产生。
在为美国陆军服役期间，他驻扎在喷气推进实验室 为美国陆军军械部队工作到1962年。他于同年进入了加州理工学院，担任助理教授。1970年，他成为物理学正式教授。1985年，他被任名为霍华德·休斯教授。1988年，他被任命为物理学、数学和天文学分会的主。在他去世前，他是罗伯特·安德鲁斯·密立根物理学教授、荣誉退休教授和亚利桑那大学斯图尔德天文台的附属成员。
1980年至1994年间，诺伊格鲍尔担任帕洛马山天文台的主任。
诺伊格鲍尔与地球物理学家马西娅·诺伊格鲍尔结婚，她是喷气推进实验室太阳风研究的先驱。他们居住在亚利桑那州图森市。 
2014年9月26日，诺伊格鲍尔由于小脑萎缩症逝世于图森市。

## 学术研究
诺伊格鲍尔活跃于红外天文学领域，并在行星的红外研究上发挥了领导作用。 此外，得益于他在红外线天文卫星（IRA）和红外处理和分析中心（IPAC）上的活动，他领导了恒星，银河系和河外星系的地面和空间的红外线研究。他和同事们在 威尔逊山 和帕洛马天文台的观测发现了天空中数以千计的红外源，并得到第一个银河系中心的红外影像。 他和罗伯特·B·雷顿一起，完成了第一个红外巡天——2微米巡天，编目了5000多个红外源。 
诺伊格鲍尔与埃里克·贝克林一起，发现了贝克林–诺伊格鲍尔天体——一个位于猎户座星云的强烈的红外辐射源。它是波长小于10微米波段里最亮的天体。
他在设计和建造夏威夷的W.M.凯克天文台上发挥了作用。

## 奖项和荣誉

### 奖项
- 两枚美国国家航空航天局杰出科学奖章（1972年，1984年)
- 1985年 美国航空航天学会空间科学奖
- 1985年 Richmyer讲座奖
- 1986年 拉姆福德奖
- 1996年 亨利·诺里斯·罗素讲座
- 1998年 赫歇尔奖章
- 2010年 布鲁斯奖章

### 荣誉
- 加州科学与工业博物馆1996年加州年度科学家
- 美国国家科学院院士
- 美国哲学会会士
- 美国文理科学院院士
- 英国皇家天文学会会士